# Marcello Pezzolla
Marcello Pezzolla es un deportista italiano que compitió en taekwondo. Ganó tres medallas en el Campeonato Europeo de Taekwondo entre los años 1988 y 1992.

## Palmarés internacional
| Campeonato Europeo | Campeonato Europeo | Campeonato Europeo | Campeonato Europeo |
| Año                | Lugar              | Medalla            | Categoría          |
| ------------------ | ------------------ | ------------------ | ------------------ |
| 1988               | Ankara (Turquía)   | Medalla de bronce  | –76 kg             |
| 1990               | Århus (Dinamarca)  | Medalla de bronce  | –76 kg             |
| 1992               | Valencia (España)  | Medalla de oro     | –76 kg             |